# Rugao
Rugao (如皋市S, RúgāoP) è una città-contea della Cina, situata nella provincia di Jiangsu e amministrata dalla prefettura di Nantong.